# Newberry (Indiana)
Newberry es un pueblo ubicado en el condado de Greene en el estado estadounidense de Indiana. En el Censo de 2010 tenía una población de 193 habitantes y una densidad poblacional de 151,15 personas por km².

## Geografía
Newberry se encuentra ubicado en las coordenadas 38°55′26″N 87°1′9″O / 38.92389, -87.01917. Según la Oficina del Censo de los Estados Unidos, Newberry tiene una superficie total de 1.28 km², todos ellos de tierra firme.

## Demografía
Según el censo de 2010, había 193 personas residiendo en Newberry. La densidad de población era de 151,15 hab./km². De los 193 habitantes, Newberry estaba compuesto por el 97.93% blancos. Del total de la población el 2.59% eran hispanos o latinos de cualquier raza.